# ストレプト植物
ストレプト植物 (ストレプトしょくぶつ) (英：streptophytes) とは、緑色植物を構成する2つの大きな系統群のうちの1つ (もう1つは緑藻植物)、またはそれに属する生物のことである。緑色植物における最大のグループである陸上植物とともに、それに近縁な緑藻 (接合藻、シャジクモ類など) を含む。単細胞のものから複雑な多細胞体を形成するものまでさまざまな体制の生物が含まれる。核分裂は開放型 (核膜が消失する)、細胞質分裂時にフラグモプラスト (分裂面に垂直な微小管群) が生じるものが多い。鞭毛細胞は、発達した多層構造体 (MLS) を伴う側方型の鞭毛装置をもつ。多くは陸上または淡水域に生育する。特に陸上植物は、生産者として陸上生態系を支える存在である。
分類学的には、ストレプト植物門またはストレプト植物下界 (学名：Streptophyta) とされることがある。陸上植物以外のストレプト植物は、車軸藻綱 (シャジクモ藻綱) にまとめられることが多かったが、このまとまりは明らかに非単系統群であり、2019年現在では複数の綱または門に分けられることが多い。近年では、このような陸上植物以外のストレプト植物は、ストレプト藻 (streptophyte algae) と総称されることがある。
ストレプト（strepto-, strepsis）はギリシア語で「らせん」を意味し、シャジクモ類 (狭義) と陸上植物 (コケ植物など) の精子がらせん状にねじれていることに由来する。当初はシャジクモ類 (狭義) と陸上植物からなる系統群に対する名称として提唱された。その後、陸上植物に近縁なシャジクモ類以外の緑藻 (接合藻など) も含む意味で使われるようになった。

## 特徴
ストレプト植物の体制は多様である (下図)。単細胞鞭毛性のもの (メソスティグマ藻綱) から単細胞不動性 (接合藻の多くなど)、群体性 (クロロキブス藻綱など)、無分枝糸状性 (クレブソルミディウム藻綱の多く、接合藻の一部)、分枝糸状性 (コレオケーテ藻綱など)、さらに陸上植物のように複雑な多細胞体を形成するものまでいる。
栄養細胞は、ふつうセルロースやヘミセルロース、ペクチンを含む細胞壁で囲まれている。クロロキブス藻綱やクレブソルミディウム藻綱の細胞壁は、陸上植物やコレオケーテ藻綱にくらべてセルロースが少ない反面カロースが多く、またラムノガラクツロナン‐I (ペクチンの一成分) を欠く。クレブソルミディウム藻綱は、ホモガラクツロナン (ペクチンの一成分) を欠く。細胞膜中のセルロース合成酵素複合体は、ロゼット型であるものが多い。例外的に、メソスティグマ属の栄養細胞は細胞壁を欠き、プラシノ藻に一般的な有機質鱗片で覆われている。またクロロキブス藻綱やコレオケーテ藻綱、シャジクモ類の鞭毛細胞 (遊走子、精子) も、有機質鱗片で覆われている。

ストレプト植物の中で、メソスティグマ属のみが栄養体に鞭毛をもつ。それ以外のグループでは、生活環の一時期にのみ遊走子や精子など鞭毛をもつ細胞を形成するか、もしくは鞭毛細胞を全く欠く (接合藻、大部分の種子植物)。鞭毛細胞では、基本的に２本の鞭毛が平行に、側方または後方に伸びている。維管束植物の精子は基本的に多鞭毛性であるが、種子植物の大部分 (イチョウとソテツ類以外) は鞭毛を欠く。鞭毛装置は非対称の側方型 (メソスティグマ属を除く)。1本の微小管性鞭毛根（1d, R1）が発達して多層構造体（multilayered structure, MLS）を形成し、それ以外の微小管性鞭毛根が退化的である。鞭毛細胞は眼点を欠く (メソスティグマ藻綱を除く)。
核分裂は開放型 (核分裂時に核膜が消失する)、中間紡錘体は残存性。細胞質分裂は求心的な細胞膜の陥入、または遠心的な細胞板形成による。後者の場合、分裂面にフラグモプラスト (隔膜形成体 phragmoplast) とよばれる分裂面に垂直な微小管群が生じる。細胞板形成・フラグモプラストによる細胞質分裂を行うものでは、これによって姉妹細胞間に原形質連絡が形成される。
接合藻、シャジクモ類、陸上植物以外のグループは、細胞中に1個の葉緑体もつ。接合藻では、1細胞当たりの葉緑体数は1個から数個までさまざまである。これらのグループは、ふつう葉緑体中にピレノイドが存在する。一方、シャジクモ類と陸上植物は、1細胞中に多数の葉緑体をもち、葉緑体はピレノイドを欠く (ツノゴケ類は例外的であり、ふつうピレノイドを含む葉緑体を1個もつ)。緑色植物に典型的な光合成色素組成 (クロロフィル a, b、ルテイン、ネオキサンチン、ゼアキサンチン、β-カロテン、ときにロロキサンチン) をもつものが多いが、メソスティグマはこれらの色素に加えてシフォナキサンチンをもつ。光呼吸 (グリコール酸代謝) は、ペルオキシソーム中のグリコール酸酸化酵素 (glycolate oxidase) による。銅/亜鉛型スーパーオキシドディスムターゼ (Cu/Zn superoxide dismutase) をもつ。
ストレプト植物の中で、接合藻綱、コレオケーテ藻綱、シャジクモ類および陸上植物において、有性生殖が報告されている。接合藻では栄養細胞が対になってそのまま細胞質が融合する現象である接合 (conjugation) を行うが、コレオケーテ藻綱、シャジクモ類および陸上植物では不動性で大型の配偶子である卵と小型の配偶子である精子 (または精細胞) の融合である卵生殖 (oogamy) を行う。シャジクモ類と陸上植物は、これら配偶子を形成する多細胞性の配偶子嚢をつくる。接合藻、コレオケーテ類、シャジクモ類では、配偶子合体の結果生じた接合子 (受精卵) は減数分裂を行って単相の栄養体を生じる。一方、陸上植物では接合子は母体上で細胞分裂して胚となり、複相のまま胞子体へと成長する。

## 生態
ストレプト藻 (陸上植物以外のストレプト植物) は淡水域に生育するものが多いが (シャジクモ類、接合藻など)、土壌や岩・壁上など陸上域に生育する種もいる (クロロキブス、クレブソルミディウム類)。一方、陸上植物は基本的に陸上域に生育し、陸上生態系の主要な生産者の役割を担っている。また陸上植物の中には、二次的に淡水または海水に進出したものもいる (水草、海草)。
ストレプト藻の多くが淡水性であることから、ストレプト植物は最初は淡水で多様化したと考えられている。その中で陸上環境への進出が何度か起こり (クロロキブス藻綱、クレブソルミディウム類、陸上植物)、特に陸上植物が大繁栄を遂げたと考えられている。

## 系統と分類

### 進化・系統
陸上植物と緑藻は、光合成色素組成や貯蔵多糖、鞭毛細胞などさまざまな特徴を共有しており、近縁な生物群であることは古くから認識されていた。陸上植物は緑藻様の生物から進化したと考えられていたが、特にフリッチエラ属 (Fritschiella) のような陸生の分枝糸状性緑藻が陸上植物の祖先に近いと考えられることが多かった (現在ではフリッチエラ属は緑藻綱に分類されており、陸上植物に近縁であるとは考えられていない)。
しかし1970年代から、微細構造 (鞭毛装置、細胞分裂様式) や生化学的特徴の研究をもとに緑色植物の系統関係が再考されるようになり、シャジクモ類やコレオケーテ類、接合藻などの緑藻が、陸上植物に近縁であると考えられるようになった。このような系統仮説は分子系統学的研究からも支持され、広く受け入れられるようになった。このように明らかとなった、陸上植物と一部の緑藻 (シャジクモ類、接合藻など) を含む系統群は、現在ではストレプト植物とよばれている。
|  | コレオケーテ藻綱                                                   |
|  |                                                                    |
|  | \| \| 接合藻 (ホシミドロ綱) \| \| \| \| \| \| 陸上植物 \| \| \| \| |
|  |                                                                    |
|  | 接合藻 (ホシミドロ綱)                                              |
|  |                                                                    |
|  | 陸上植物                                                           |
|  |                                                                    |

|  | 接合藻 (ホシミドロ綱) |
|  |                       |
|  | 陸上植物              |
|  |                       |

|  | コレオケーテ藻綱                                                   |
|  |                                                                    |
|  | \| \| 接合藻 (ホシミドロ綱) \| \| \| \| \| \| 陸上植物 \| \| \| \| |
|  |                                                                    |
|  | 接合藻 (ホシミドロ綱)                                              |
|  |                                                                    |
|  | 陸上植物                                                           |
|  |                                                                    |

|  | 接合藻 (ホシミドロ綱) |
|  |                       |
|  | 陸上植物              |
|  |                       |

|  | コレオケーテ藻綱                                                   |
|  |                                                                    |
|  | \| \| 接合藻 (ホシミドロ綱) \| \| \| \| \| \| 陸上植物 \| \| \| \| |
|  |                                                                    |
|  | 接合藻 (ホシミドロ綱)                                              |
|  |                                                                    |
|  | 陸上植物                                                           |
|  |                                                                    |

|  | 接合藻 (ホシミドロ綱) |
|  |                       |
|  | 陸上植物              |
|  |                       |

|  | コレオケーテ藻綱                                                   |
|  |                                                                    |
|  | \| \| 接合藻 (ホシミドロ綱) \| \| \| \| \| \| 陸上植物 \| \| \| \| |
|  |                                                                    |
|  | 接合藻 (ホシミドロ綱)                                              |
|  |                                                                    |
|  | 陸上植物                                                           |
|  |                                                                    |

|  | 接合藻 (ホシミドロ綱) |
|  |                       |
|  | 陸上植物              |
|  |                       |

|  | コレオケーテ藻綱                                                   |
|  |                                                                    |
|  | \| \| 接合藻 (ホシミドロ綱) \| \| \| \| \| \| 陸上植物 \| \| \| \| |
|  |                                                                    |
|  | 接合藻 (ホシミドロ綱)                                              |
|  |                                                                    |
|  | 陸上植物                                                           |
|  |                                                                    |

|  | 接合藻 (ホシミドロ綱) |
|  |                       |
|  | 陸上植物              |
|  |                       |

|  | コレオケーテ藻綱                                                   |
|  |                                                                    |
|  | \| \| 接合藻 (ホシミドロ綱) \| \| \| \| \| \| 陸上植物 \| \| \| \| |
|  |                                                                    |
|  | 接合藻 (ホシミドロ綱)                                              |
|  |                                                                    |
|  | 陸上植物                                                           |
|  |                                                                    |

|  | 接合藻 (ホシミドロ綱) |
|  |                       |
|  | 陸上植物              |
|  |                       |

|  | コレオケーテ藻綱                                                   |
|  |                                                                    |
|  | \| \| 接合藻 (ホシミドロ綱) \| \| \| \| \| \| 陸上植物 \| \| \| \| |
|  |                                                                    |
|  | 接合藻 (ホシミドロ綱)                                              |
|  |                                                                    |
|  | 陸上植物                                                           |
|  |                                                                    |

|  | 接合藻 (ホシミドロ綱) |
|  |                       |
|  | 陸上植物              |
|  |                       |

|  | コレオケーテ藻綱                                                   |
|  |                                                                    |
|  | \| \| 接合藻 (ホシミドロ綱) \| \| \| \| \| \| 陸上植物 \| \| \| \| |
|  |                                                                    |
|  | 接合藻 (ホシミドロ綱)                                              |
|  |                                                                    |
|  | 陸上植物                                                           |
|  |                                                                    |

|  | 接合藻 (ホシミドロ綱) |
|  |                       |
|  | 陸上植物              |
|  |                       |

|  | コレオケーテ藻綱                                                   |
|  |                                                                    |
|  | \| \| 接合藻 (ホシミドロ綱) \| \| \| \| \| \| 陸上植物 \| \| \| \| |
|  |                                                                    |
|  | 接合藻 (ホシミドロ綱)                                              |
|  |                                                                    |
|  | 陸上植物                                                           |
|  |                                                                    |

|  | 接合藻 (ホシミドロ綱) |
|  |                       |
|  | 陸上植物              |
|  |                       |

|  | コレオケーテ藻綱                                                   |
|  |                                                                    |
|  | \| \| 接合藻 (ホシミドロ綱) \| \| \| \| \| \| 陸上植物 \| \| \| \| |
|  |                                                                    |
|  | 接合藻 (ホシミドロ綱)                                              |
|  |                                                                    |
|  | 陸上植物                                                           |
|  |                                                                    |

|  | 接合藻 (ホシミドロ綱) |
|  |                       |
|  | 陸上植物              |
|  |                       |

|  | コレオケーテ藻綱                                                   |
|  |                                                                    |
|  | \| \| 接合藻 (ホシミドロ綱) \| \| \| \| \| \| 陸上植物 \| \| \| \| |
|  |                                                                    |
|  | 接合藻 (ホシミドロ綱)                                              |
|  |                                                                    |
|  | 陸上植物                                                           |
|  |                                                                    |

|  | 接合藻 (ホシミドロ綱) |
|  |                       |
|  | 陸上植物              |
|  |                       |

|  | コレオケーテ藻綱                                                   |
|  |                                                                    |
|  | \| \| 接合藻 (ホシミドロ綱) \| \| \| \| \| \| 陸上植物 \| \| \| \| |
|  |                                                                    |
|  | 接合藻 (ホシミドロ綱)                                              |
|  |                                                                    |
|  | 陸上植物                                                           |
|  |                                                                    |

|  | 接合藻 (ホシミドロ綱) |
|  |                       |
|  | 陸上植物              |
|  |                       |

|  | コレオケーテ藻綱                                                   |
|  |                                                                    |
|  | \| \| 接合藻 (ホシミドロ綱) \| \| \| \| \| \| 陸上植物 \| \| \| \| |
|  |                                                                    |
|  | 接合藻 (ホシミドロ綱)                                              |
|  |                                                                    |
|  | 陸上植物                                                           |
|  |                                                                    |

|  | 接合藻 (ホシミドロ綱) |
|  |                       |
|  | 陸上植物              |
|  |                       |

|  | コレオケーテ藻綱                                                   |
|  |                                                                    |
|  | \| \| 接合藻 (ホシミドロ綱) \| \| \| \| \| \| 陸上植物 \| \| \| \| |
|  |                                                                    |
|  | 接合藻 (ホシミドロ綱)                                              |
|  |                                                                    |
|  | 陸上植物                                                           |
|  |                                                                    |

|  | 接合藻 (ホシミドロ綱) |
|  |                       |
|  | 陸上植物              |
|  |                       |

|  | コレオケーテ藻綱                                                   |
|  |                                                                    |
|  | \| \| 接合藻 (ホシミドロ綱) \| \| \| \| \| \| 陸上植物 \| \| \| \| |
|  |                                                                    |
|  | 接合藻 (ホシミドロ綱)                                              |
|  |                                                                    |
|  | 陸上植物                                                           |
|  |                                                                    |

|  | 接合藻 (ホシミドロ綱) |
|  |                       |
|  | 陸上植物              |
|  |                       |

|  | コレオケーテ藻綱                                                   |
|  |                                                                    |
|  | \| \| 接合藻 (ホシミドロ綱) \| \| \| \| \| \| 陸上植物 \| \| \| \| |
|  |                                                                    |
|  | 接合藻 (ホシミドロ綱)                                              |
|  |                                                                    |
|  | 陸上植物                                                           |
|  |                                                                    |

|  | 接合藻 (ホシミドロ綱) |
|  |                       |
|  | 陸上植物              |
|  |                       |

ストレプト植物の中では、メソスティグマ藻綱とクロロキブス藻綱が初期に分岐したと考えられている。メソスティグマ藻綱は鞭毛をもつ栄養細胞や眼点などの祖先形質をもち、一部の分子系統解析からはストレプト植物の中で最も初期に分岐したことが示唆されている。しかし多くの研究では、メソスティグマ藻綱とクロロキブス藻綱が姉妹群であることが示唆されている。残りのストレプト植物の中では、クレブソルミディウム藻綱が最初に分岐、残る4群 (接合藻綱、コレオケーテ藻綱、シャジクモ類および陸上植物) が単系統群を構成していることが強く支持されている。この4群は細胞質分裂時にフラグモプラスト (隔膜形成体) を形成するため (ただし接合藻の中にはこれを欠くものもいる)、この単系統群はフラグモプラスト植物 (隔膜形成体植物、Phragmoplastophyta) とよばれる (上図)。
フラグモプラスト植物の中では、シャジクモ類 (狭義)、コレオケーテ藻綱、陸上植物の3群が原形質連絡、先端成長、卵生殖などの形質を共有している。さらにシャジクモ類と陸上植物で共通する特徴が多く (多細胞性の生殖器、らせん状の精子、中心小体の欠如、ピレノイドを欠く多数の盤状葉緑体など)、また一部の分子系統学的研究からも両者の近縁性が支持されたことから、一般的にシャジクモ類が陸上植物に最も近縁なストレプト藻であると考えられていた。
しかし2010年代、より大量のデータに基づいた分子系統解析からは、シャジクモ類よりもコレオケーテ藻綱や接合藻綱、特に後者が陸上植物に近縁であることが示唆されている (上図)。この場合、シャジクモ類やコレオケーテ類に見られ、接合藻には見られない陸上植物との共通点 (上記) は、接合藻において二次的に失われた形質であることが示唆されている。

### 分類
ストレプト植物は、特に階級を定めない系統群名、または門や下界の階級の分類群名 (Streptophyta) として使われる。
ストレプト植物は、陸上植物と共に、(クロレラなどの緑藻に対してよりも) 陸上植物に近縁な緑藻を含む。1980年代から、このような緑藻は車軸藻綱またはシャジクモ藻綱 (学名：Charophyceae) に分類されていた。しかし上記のように、これらの緑藻は単系統群ではなく、陸上植物に対して側系統群であり、このことは当初から認識されていた。その後、分類体系から側系統群を排除することが一般的になると、車軸藻綱は分解され、それぞれ独立の綱として扱われるようになった (上記のように、このうちメソスティグマ藻とクロロキブス藻は姉妹群であることが示されることが多く、メソスティグマ藻綱にまとめられることもある)。これらの綱は車軸藻植物門 (Charophyta) にまとめられることもあるが、このまとまりは広義の車軸藻綱と同一であり、単系統群ではない。そのため、これらの綱はそれぞれ独立の門に分類することもある。これらの緑藻の総称としては、ストレプト藻 (streptophyte algae) の名が使われることがある。
ストレプト植物の中には、およそ7個の系統群が認識されている (下表)。これら以外のものとして、接合藻に分類されていたスピロタエニア属 (Spirotaenia) がある。スピロタエニア属は接合藻とは異なる系統に属し、クロロキブス藻綱に近縁であることが分子系統学的研究から示唆されている。またストレプトフィルム属 (Streptofilum) はストレプト植物に属することが示されているが、ストレプト植物内での位置は明らかになっていない (2019年現在)。
| 系統群                   | 体制                       | 鞭毛細胞     | 鞭毛装置 | 鱗片 | 眼点 | 葉緑体     | 細胞質分裂 | 生活環       | 有性生殖 | 生育環境         |
| ------------------------ | -------------------------- | ------------ | -------- | ---- | ---- | ---------- | ---------- | ------------ | -------- | ---------------- |
| メソスティグマ藻綱       | 単細胞鞭毛性               | 栄養体       | 交叉型   | あり | あり | 1個＋P     | ？         | 不明         | 不明     | 淡水             |
| クロロキブス藻綱         | サルシナ状群体             | 遊走子       | 側方型   | あり | なし | 1個＋P     | 収縮環     | 不明         | 不明     | 陸上             |
| クレブソルミディウム藻綱 | 無分枝糸状、サルシナ状群体 | 遊走子       | 側方型   | なし | なし | 1個＋P     | 収縮環     | 不明         | 不明     | 陸上、淡水       |
| 接合藻 (ホシミドロ綱)    | 単細胞不動性、無分枝糸状   | なし         | –        | –    | –    | 1〜数個＋P | 収縮環＋フ | 単相単世代   | 接合     | 淡水、(陸上)     |
| コレオケーテ藻綱         | 分枝糸状                   | 遊走子、精子 | 側方型   | あり | なし | 1個＋P     | 細胞板＋フ | 単相単世代   | 卵生殖   | 淡水             |
| シャジクモ綱 (狭義)      | 分枝糸状                   | 精子のみ     | 側方型   | あり | なし | 多数       | 細胞板＋フ | 単相単世代   | 卵生殖   | 淡水             |
| 陸上植物                 | 多細胞 (柔組織)            | 精子のみ     | 側方型   | なし | なし | 多数       | 細胞板＋フ | 単複世代交代 | 卵生殖   | 陸上、(淡水、海) |

| ストレプト植物の分類体系の一例 (2019年現在) - ストレプト植物下界 Streptophyta Cavalier-Smith in Lewin, 1993 - メソスティグマ植物門 Mesostigmatophyta - メソスティグマ藻綱 Mesostigmatophyceae Marin & Melkonian, 2010 メソスティグマ属 (Mesostigma) - クロロキブス植物門 Chlorokybophyta - クロロキブス藻綱 Chlorokybophyceae K.Bremer, 1985 nom. inval. (非正式名) クロロキブス属 (Chlorokybus)、(?) スピロタエニア属 (Spirotaenia), - クレブソルミディウム植物門 Klebsormidiophyta - クレブソルミディウム藻綱 Klebsormidiophyceae C.Hoek, D.G.Mann & H.M.Jahns, 1995 クレブソルミディウム属 (Klebsormidium)、インターフィルム属 (Interfilum)、エントランシア属 (Entransia) など - シャジクモ植物門 Charophyta Migula, 1889 (狭義) - シャジクモ綱 Charophyceae Rabenhorst, 1863 (狭義) シャジクモ、カタシャジクモ、ホシツリモ、ヒメフラスコモなど - コレオケーテ植物門 Coleochaetophyta - コレオケーテ藻綱 Coleochaetophyceae C.Jeffrey, 1982 コレオケーテ属 (Coleochaete)、ケートスファエリディウム属 (Chaetosphaeridium) - ホシミドロ植物門 Zygnematophyta (接合藻植物門 Conjugatophyta) - ホシミドロ綱 Zygnematophyceae Round ex Guiry, 2013 (接合藻綱 Conjugatophyceae Engler, 1892) アオミドロ属、ホシミドロ属、ミカヅキモ属、チリモ属、ツヅミモ属など - 陸上植物 Embryophyta - ゼニゴケ植物門 (苔類) Marchantiophyta Doweld, 2001 ゼニゴケ、ジャゴケ、ウキゴケ、エゾムチゴケ、テガタゴケ、ムクムクゴケなど - マゴケ植物門 (蘚類) Bryophyta Schimper, 1879 ナンジャモンジャゴケ、ミズゴケ属、スギゴケ属、ギンゴケ、ヒメツリガネゴケなど - ツノゴケ植物門 Anthocerotophyta Stotl. & Crand.-Stotl., 1977 ナガサキツノゴケ、ニワツノゴケ、キノボリツノゴケなど - 維管束植物門 Tracheophyta Sinnott, 1935 イワヒバ、スギナ、ワラビ、イチョウ、マツ、スイレン、コムギ、サクラなど ※ 維管束植物をヒカゲノカズラ植物門、シダ植物門、裸子植物門、被子植物門に分けることもある。 |